# Polska na Halowych Mistrzostwach Europy w Lekkoatletyce 2017
Polska na Halowych Mistrzostwach Europy w Lekkoatletyce 2017 – reprezentacja Polski podczas halowych Mistrzostw Europy w stolicy Serbii, Belgradzie. Kadra liczyła 28 zawodników – 16 mężczyzn i 12 kobiet.

## Minima kwalifikacyjne
Termin uzyskiwania minimów PZLA został określony na 21 stycznia–19 lutego.
| Konkurencja                    | Kobiety | Mężczyźni |
| ------------------------------ | ------- | --------- |
| Bieg na 60 metrów              | 7,30    | 6,68      |
| Bieg na 400 metrów             | 53,00   | 46,90     |
| Bieg na 800 metrów             | 2:03,00 | 1:48,20   |
| Bieg na 1500 metrów            | 4:12,00 | 3:42,00   |
| Bieg na 3000 metrów            | 9:02,00 | 7:58,00   |
| Bieg na 60 metrów przez płotki | 8,12    | 7,75      |
| Skok wzwyż                     | 1,91    | 2,27      |
| Skok o tyczce                  | 4,70    | 5,78      |
| Skok w dal                     | 6,50    | 7,90      |
| Trójskok                       | 13,90   | 16,50     |
| Pchnięcie kulą                 | 17,00   | 19,80     |

Do startu w sztafecie sztafecie 4 × 400 metrów zostały również zaproszone obie polskie drużyny na podstawie rezultatów z biegów rozstawnych w sezonie 2016. Ponadto Polski Związek Lekkiej Atletyki ustalił dodatkowe minima (średnia wyników najlepszej czwórki w biegu na 400 metrów – 47,10 dla mężczyzn / 53,30 dla kobiet).

## Występy reprezentantów Polski

### Mężczyźni

#### Konkurencje biegowe
| Zawodnik                                                           | Konkurencja               | Eliminacje | Eliminacje | Półfinał  | Półfinał | Finał    | Finał |
| Zawodnik                                                           | Konkurencja               | Rezultat   | Poz.       | Rezultat  | Poz.     | Rezultat | Poz.  |
| ------------------------------------------------------------------ | ------------------------- | ---------- | ---------- | --------- | -------- | -------- | ----- |
| Rafał Omelko                                                       | Bieg na 400 m             | 46,97 Q    | 4.         | 47,15 Q   | 4.       | 46,08 PB |       |
| Mateusz Borkowski                                                  | Bieg na 800 m             | 1:50,08    | 16.        | NQ        | NQ       | NQ       | NQ    |
| Adam Kszczot                                                       | Bieg na 800 m             | 1:48,37 Q  | 5.         | 1:48,53 Q | 2.       | 1:48,87  |       |
| Marcin Lewandowski                                                 | Bieg na 1500 m            | 3:43,70 Q  | 3.         | —         | —        | 3:44,82  |       |
| Damian Czykier                                                     | Bieg na 60 m przez płotki | 7,65 PB    | 8.         | NQ        | NQ       | NQ       | NQ    |
| Kacper Kozłowski Łukasz Krawczuk Przemysław Waściński Rafał Omelko | Sztafeta 4 × 400 metrów   | —          | —          | —         | —        | 3:06,99  |       |

#### Konkurencje techniczne
| Zawodnik            | Konkurencja    | Eliminacje | Eliminacje | Finał    | Finał   |
| Zawodnik            | Konkurencja    | Rezultat   | Pozycja    | Rezultat | Pozycja |
| ------------------- | -------------- | ---------- | ---------- | -------- | ------- |
| Sylwester Bednarek  | Skok wzwyż     | 2,28 Q     | 4.         | 2,32     |         |
| Piotr Lisek         | Skok o tyczce  | —          | —          | 5,85     |         |
| Paweł Wojciechowski | Skok o tyczce  | —          | —          | 5,85     |         |
| Tomasz Jaszczuk     | Skok w dal     | 7,78 q     | 7.         | 7,98     | 4.      |
| Adrian Świderski    | Trójskok       | 16,01      | 15.        | NQ       | NQ      |
| Konrad Bukowiecki   | Pchnięcie kulą | 21,06 Q    | 2.         | 21,97 NR |         |
| Michał Haratyk      | Pchnięcie kulą | 19,18      | 19.        | NQ       | NQ      |
| Rafał Kownatke      | Pchnięcie kulą | 19,28      | 18.        | NQ       | NQ      |

### Kobiety

#### Konkurencje biegowe
| Zawodnik                                                            | Konkurencja               | Eliminacje | Eliminacje | Półfinał | Półfinał | Finał    | Finał |
| Zawodnik                                                            | Konkurencja               | Rezultat   | Poz.       | Rezultat | Poz.     | Rezultat | Poz.  |
| ------------------------------------------------------------------- | ------------------------- | ---------- | ---------- | -------- | -------- | -------- | ----- |
| Agata Forkasiewicz                                                  | Bieg na 60 m              | 7,46 q     | 21.        | 7,46     | 22.      | NQ       | NQ    |
| Ewa Swoboda                                                         | Bieg na 60 m              | 7,21 Q     | 2.         | 7,26 q   | 8.       | 7,10     |       |
| Iga Baumgart                                                        | Bieg na 400 m             | 53,52 Q    | 6.         | 53,76    | 14.      | NQ       | NQ    |
| Małgorzata Hołub                                                    | Bieg na 400 m             | 53,56 Q    | 8.         | 52,76 Q  | 6.       | 54,29    | 6.    |
| Justyna Święty                                                      | Bieg na 400 m             | 53,76 Q    | 12.        | 52,60 Q  | 4.       | 52,52    |       |
| Katarzyna Broniatowska                                              | Bieg na 1500 m            | 4:15,02    | 12.        | —        | —        | NQ       | NQ    |
| Sofia Ennaoui                                                       | Bieg na 1500 m            | 4:11,91 Q  | 4.         | —        | —        | 4:06,59  |       |
| Karolina Kołeczek                                                   | Bieg na 60 m przez płotki | 8,27       | 19.        | NQ       | NQ       | NQ       | NQ    |
| Patrycja Wyciszkiewicz Małgorzata Hołub Iga Baumgart Justyna Święty | Sztafeta 4 × 400 metrów   | —          | —          | —        | —        | 3:29,94  |       |

#### Konkurencje techniczne
| Zawodnik                | Konkurencja    | Eliminacje | Eliminacje | Finał    | Finał   |
| Zawodnik                | Konkurencja    | Rezultat   | Pozycja    | Rezultat | Pozycja |
| ----------------------- | -------------- | ---------- | ---------- | -------- | ------- |
| Kamila Lićwinko         | Skok wzwyż     | 1,86       | 9.         | NQ       | NQ      |
| Anna Jagaciak-Michalska | Trójskok       | 14,15 Q PB | 5.         | 14,14    | 4.      |
| Paulina Guba            | Pchnięcie kulą | 17,62 q    | 8.         | 18,00    | 6.      |